# Only Through the Pain
Only Through the Pain è il quarto album in studio del gruppo musicale hard rock statunitense Trapt, pubblicato nel 2008.

## Tracce
1. Wasteland – 3:45
2. Who's Going Home With You Tonight? – 3:35
3. Contagious – 4:23
4. Black Rose – 4:41
5. Ready When You Are – 4:57
6. Forget About the Rain – 3:28
7. Cover Up – 3:45
8. Only One in Color – 4:18
9. Wherever She Goes – 3:42
10. Curiosity Kills – 4:21
11. The Last Tear – 4:15

## Formazione
- Chris Brown - voce
- Simon Ormandy - chitarra
- Pete Charell - basso
- Aaron "Monty" Montgomery - batteria, percussioni